# Südzucker-Werk Offstein
Das Südzucker-Werk Offstein ist eine Niederlassung der Südzucker AG, deren Hauptsitz sich in Mannheim befindet. Das Werk in Obrigheim-Neuoffstein stellt aus Zuckerrüben überwiegend Haushaltszucker und Isomalt her.

## Geographie

### Lage
Trotz seines Namens liegt das „Südzucker-Werk Offstein“ nicht in der zum Landkreis Alzey-Worms gehörenden Gemeinde Offstein, sondern auf der Gemarkung der angrenzenden Gemeinde Obrigheim, Ortsteil Neuoffstein, im pfälzischen Landkreis Bad Dürkheim an der Landesstraße 395. Die Höhenlage des Werks ist rund 132 m ü. NHN. Unmittelbar südöstlich, jenseits der L 395, fließt von Südwest nach Nordost der Eisbach vorbei.

### Einzugsgebiet
Das Einzugsgebiet des Südzucker-Werks Offstein für die Anlieferung von Zuckerrüben umfasst linksrheinisch die Vorderpfalz und Rheinhessen sowie rechtsrheinisch Teile von Nordbaden und Südhessen.

## Geschichte
1883 wurde die Zuckerfabrik Offstein durch Tobias Deiß II gegründet, einen Unternehmer aus Offstein, der ein großes Areal westlich der Gemeinde- und Kreisgrenze auf pfälzischem Territorium besaß. Im Laufe der Zeit wurden das Fabrikgelände und die wenigen Häuser, die anschließend in der unmittelbaren Umgebung gebaut wurden, zum Weiler Neuoffstein, ohne dass die Zuckerfabrik dies in ihrem Namen nachvollzog. Bei der ersten Kampagne in 1884/1885 konnte das Werk 220 Tonnen Rüben pro Tag verarbeiten, bis 1914 stieg die Kapazität auf etwa 440 Tonnen Rüben pro Tag. 1934 wurden bereits 2.500 Tonnen Rüben täglich verarbeitet, 2009 waren es 16.000 Tonnen pro Tag, wodurch das Werk das größte der Südzucker AG war.
Nach dem Ersten Weltkrieg schloss sich die Fabrik 1920 mit der Badischen Gesellschaft für Zuckerfabrikation AG, der Zuckerfabrik Frankenthal AG, der Zuckerfabrik Heilbronn AG und der Zuckerfabrik Stuttgart AG zur „Interessengemeinschaft süddeutscher Zuckerfabriken“ zusammen, welche 1926 dann zur Süddeutschen Zucker-AG fusionierte.
Seit 1989 produziert das Werk den dort erfundenen Zuckeraustauschstoff Isomalt und seit 2005 auch Isomaltulose.
In den 1980er Jahren wurde die Zuckerfabrik Offstein durch die Südzucker AG als Werk Offstein übernommen, wobei wiederum nicht die tatsächliche Gemeindezugehörigkeit in die Bezeichnung Eingang fand.

## Werk Offstein

### Produktion
Während einer Erntekampagne, die etwa von Ende September bis Ende Dezember dauert, ist die Zuckerfabrik 24 Stunden rund um die Uhr in Betrieb. Täglich werden etwa 16.000 t Rüben verarbeitet, aus denen direkt 1500 bis 1700 t Zucker gewonnen werden. Ein Drittel der täglichen Rohware, entsprechend einer zusätzlichen Tagesmenge von 600 bis 800 t Zucker, wird in Form von Dicksaft in zwei Tanks zwischengelagert, die jeweils ein Fassungsvermögen von 50.000 m³ besitzen. Aus diesen Speicherkapazitäten werden in einer Dicksaftkampagne im Mai/Juni des Folgejahres weitere 80.000 t Zucker hergestellt. Die Silos des Werks haben eine Aufnahmefähigkeit von 100.000 t Zucker. Neben Haushaltszucker werden Flüssigzucker, Fructose, Karamellsirupe und Isomalt produziert.

### Beschäftigte
Das Südzucker-Werk Offstein selbst beschäftigt 400 Mitarbeiter, zu denen während der herbstlichen Kampagne noch 30 Saisonarbeitskräfte kommen. Außerdem ist die zentrale Forschungsabteilung der Südzucker AG mit etwa 130 Mitarbeitern am Standort Neuoffstein angesiedelt. Das zentrale Archiv der Südzucker AG befindet sich ebenfalls hier. Mit insgesamt 530 bis 560 Beschäftigten war das Südzucker-Werk Offstein der größte Arbeitgeber der ehemaligen Verbandsgemeinde Grünstadt-Land.

### Infrastruktur

#### Verkehr

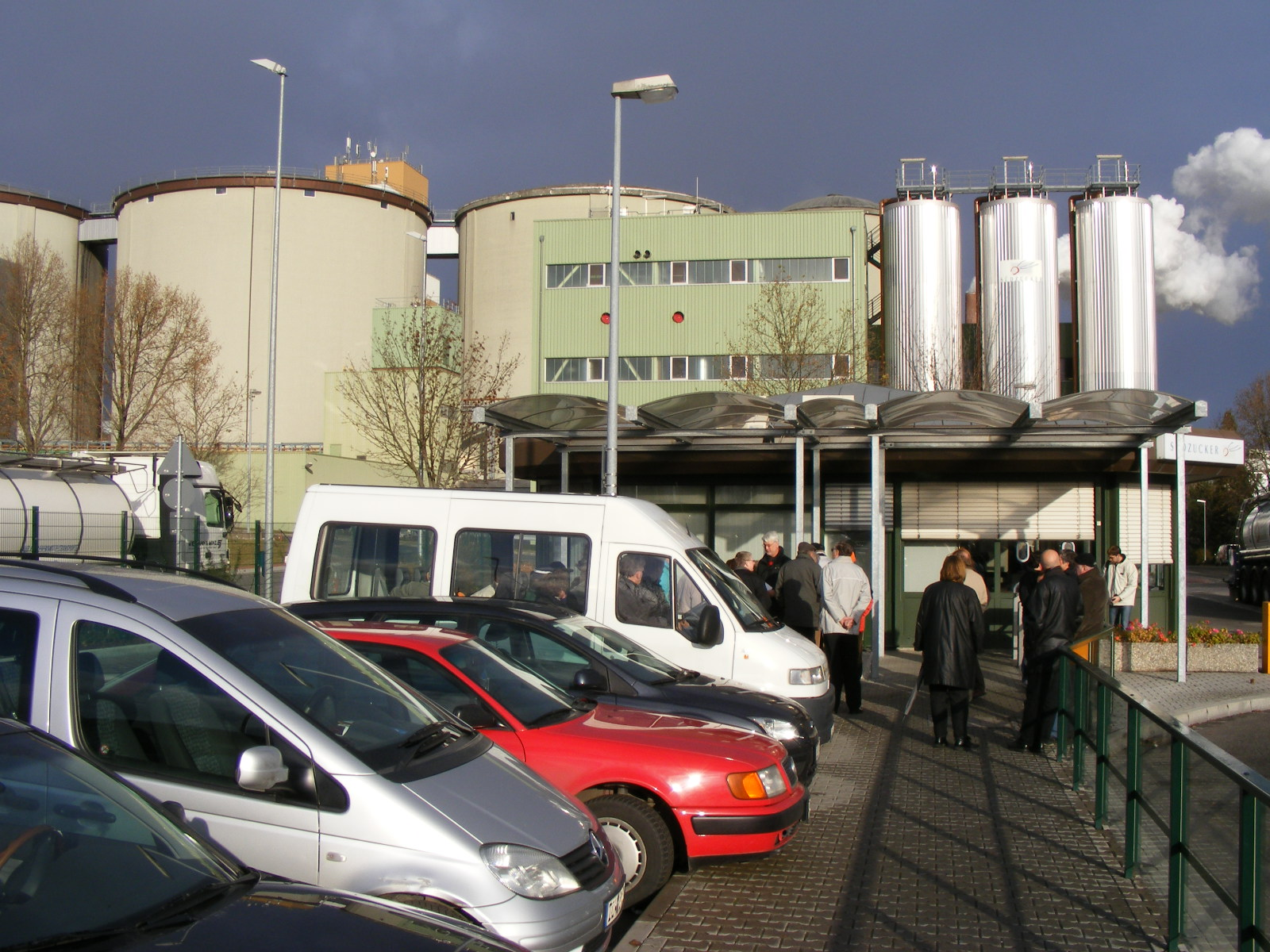
Eingangsbereich

Ursprünglich wurde ein großer Teil der Rüben- und Zuckertransporte mit der Bahn durchgeführt. Im Güterverkehr war die Zuckerfabrik Offstein für die Bahn ein so wichtiger Kunde, dass die Pfälzischen Nordbahnen sich ein eigenes Anschlussgleis seitens des Großherzogtums Hessen dorthin konzessionieren ließ. 1988 wurde der bis dahin übliche Transport der Rüben über die Bahnstrecke Worms–Grünstadt eingestellt und die Strecke im Abschnitt Worms–Neuoffstein stillgelegt. Der Abschnitt Neuoffstein–Grünstadt der ehemaligen Bahnstrecke blieb als Gleisanschluss der Zuckerfabrik erhalten. Es ist seit 2009 durch die Rhenus Rail St. Ingbert von der Deutschen Bahn gepachtet.
Die Anlieferung der Rüben erfolgte nach der Streckenstilllegung mit dieselgetriebenen – später auch verstärkt mit biodieselgetriebenen – Großfahrzeugen über die L 395. Die durchschnittliche Verweildauer auf dem Werksgelände liegt pro Anlieferer bei zwölf Minuten. Seit der Kampagne 2009 dürfen die Rüben nur noch mit LKW angeliefert werden. Vormals geschah dies auch mit langsameren landwirtschaftlichen Gespannen, z. B. bestehend aus einem Traktor mit bis zu zwei Anhängern.
Die Abfuhr des Zuckers erfolgte zum Teil über die Straße, zum Teil mit der Bahn über das Anschlussgleis. Seit der Herbstsaison 2017 wird – nach vierjähriger Pause – wieder verstärkt auf die Bahn gesetzt, da der Wegfall der Exportbeschränkungen für Zucker die Lieferung an die Seehäfen hat stark ansteigen lassen. Ganzzüge aus 20 Wagen mit Ladungen von je 1200 Tonnen Zucker werden auf dem Werksgelände in einer neuen Verladeanlage beladen und fahren dann nach Hamburg. Da der Streckenabschnitt Neuoffstein–Worms mittlerweile abgebaut wurde, verkehren die Züge – bespannt mit einer Diesellokomotive – über Grünstadt und Monsheim mit Fahrtrichtungswechsel in beiden Bahnhöfen nach Worms. Dort erhalten die Züge eine Elektrolokomotive für die Fahrt nach Hamburg.

#### Wasser
Die beträchtlichen Wassermengen, die für den innerbetrieblichen Transport und die Spülung der Zuckerrüben erforderlich sind, werden aus der Rohware, deren durchschnittlich 72 % Wasseranteil bei der Zuckerproduktion abgetrennt werden, durch Aufbereitung gewonnen. Am Ende des Kreislaufs wird das Wasser durch Recycling in Klärteichen von Erde und Schwebstoffen befreit und zur Rückführung in den natürlichen Kreislauf aufbereitet; pro Tag werden etwa 350 m³ über Steinborner Graben–Tanzwiesgraben–Reisbach von links in den Eisbach eingeleitet. Die elf Klärteiche mit insgesamt 60 Hektar Fläche im nördlichen Bereich des Werksgeländes dienen zahlreichen Vogelarten als Brutgebiet oder werden beim Vogelzug als Rastplätze benutzt; sie sind mittlerweile als Vogelschutzgebiet eingestuft.

#### Kraftwerk
Soweit die bei der Produktion benötigte Energie nicht durch Nutzung von Abwärme oder dergleichen gewonnen werden kann, wird Erdgas zugekauft; der Kalkstein, der zur Klärung des Zuckersaftes gebraucht wird, wird mit Koks gebrannt. Abwärme, Dampf und Abgase, z. B. Methan, werden in ein firmeneigenes Kraftwerk eingespeist. Es erzeugt aus (recyceltem) Wasser Dampf, der Turbinen zur Gewinnung von elektrischem Strom antreibt.